# دنت دو سالانتین
دنت دو سالانتین (به لاتین: Dent du Salantin) یک کوه در سوئیس است که در کانتون وله واقع شده‌است. دنت دو سالانتین ۲٬۴۸۲ متر بالاتر از سطح دریا واقع شده‌است.